# 宰娜卜·宾特·胡宰迈
宰娜卜·宾特·胡宰迈（阿拉伯语：‎，羅馬化：Zaynab bint Khuzaymah，596年—625年），伊斯兰教先知穆罕默德的第五位妻子，因乐善好施而有“贫民之母”（‎）之称。

## 生平
宰娜卜是穆罕默德第一个来自古莱什部落以外的妻子。她的母亲可能是辛德·宾特·奥夫（辛德也是穆罕默德另一位妻子买依姆娜的母亲）。
宰娜卜的第一任丈夫是她的表亲杰赫姆（Jahm ibn ‘Amr ibn al-Harith）。之后她与穆罕默德追随者阿卜杜拉·本·杰哈希结婚，但最终两人离婚。而她与第三任丈夫图斐利（Tufayl ibn al-Harith）的婚姻后来也以离婚而告终。
此后，宰娜卜与图斐利的兄弟欧拜岱结婚。欧拜岱比宰娜卜年长约30岁，是穆罕默德的追随者，624年3月在巴德尔之役中身亡。
625年2月，宰娜卜在表亲古巴沙（Qubaysa，她第一任丈夫杰赫姆的兄弟）的安排下与穆罕默德结婚。这时距穆罕默德娶哈夫莎为妻仅过了一个月。结婚后仅数月，宰娜卜就因病去世。